# 할로 나이트
《할로 나이트》(Hollow Knight)는 호주의 게임 개발사 팀 체리가 제작한 액션 게임이다. 일반 2D 액션 게임에 비선형 맵 구조를 접합한 일명 '메트로배니아' 게임으로, 2014년 11월 크라우드펀딩 사이트 킥스타터에 공개돼 약 57,000 호주 달러를 모금하면서 개발이 시작됐다. 2017년 2월 24일 마이크로소프트 윈도우로 처음 출시됐고, 이후 2018년 닌텐도 스위치, 엑스박스 원 및 플레이스테이션 4로 이식판이 발매됐다.
《할로 나이트》의 무대는 오래 전 멸망한 곤충들의 왕국 할로네스트(Hallownest)로, 이름없는 기사를 조종해 왕국에 얽힌 비밀을 파헤치고 잊혀진 역사를 밝혀내는 것이 주 내용이다.
2019년 2월에 기존 크라우드펀딩 당시 기획에 기반한 후속작 《할로 나이트: 실크송》이 발표됐다. 《할로 나이트》의 주요 인물이던 호넷이 주인공으로, 원래는 DLC로 예정됐었으나 개발규모가 커지면서 별개의 게임으로 제작하게 됐다.

## 개요
《할로 나이트》에서 플레이어는 몰락한 왕국, 점점 오염되어 가는 신성둥지에 떨어진 주인공을 통해 이 고대의 왕국에 숨겨진 비밀을 찾고 자신에게 주어진 숙명을 완수해야 한다. 그 과정에서 플레이어는 신성둥지에서 살아가는 여러 벌레들과 생명체들을 만나며 수많은 적과 개성있는 보스들, 그리고 새로운 능력들을 획득해 나가며 조금씩 이 고대의 왕국의 진실에 다가가게 된다.

## 시스템 요구 사양
| 분류      | 최소 사양               | 권장 사양               |
| --------- | ----------------------- | ----------------------- |
| 운영체제  | Windows 7               | Windows 10              |
| 프로세서  | Intel Core 2 Duo E5200  | Intel Core i5           |
| 메모리    | 4 GB RAM                | 8 GB RAM                |
| 그래픽    | GeForce 9800GTX+ (1GB)  | GeForce GTX 560         |
| DirectX   | 버전 10                 | 버전 11                 |
| 저장공간  | 9 GB 사용 가능 공간     | 9 GB 사용 가능 공간     |
| 추가 사항 | 1080p, 16:9 recommended | 1080p, 16:9 recommended |

## 개발
《할로 나이트》는 2014년 11월 크라우드펀딩 사이트 킥스타터에 처음 공개됐다. 35,000 호주 달러를 목표으로 모금운동이 시작됐으며, 같은 해 12월에 해당 금액을 돌파했으며 최종적으로 57,138 호주 달러를 모으는 데 성공했다.
2015년 1월 기존에 사용하던 스텐실 엔진에서 유니티로 개발을 전환하기로 발표했으며, 2015년 11월에 후원자들을 대상으로 베타 테스트를 시작했다. 킥스타터 모금 당시 추가 목표에 포함됐으나 달성하지 못 했던 '바보들의 투기장'과 '심연' 지역도 최종적으로 게임에 포함됐다. 개발 초기에 팀 체리는 Wii U를 PC와 함께 발매 플랫폼으로 고려하고 있었으나 최종적으로 닌텐도 스위치를 선택했다. 스위치 버전의 경우 호주 개발사 샤크 점프 스튜디오스가 이식에 참여했다.
2018년 8월 30일 코타무와의 인터뷰에서 팀 체리는 개발 중에 영감을 받은 게임들로 《패재너두》, 《메트로이드》, 《젤다의 전설 2 링크의 모험》과 《록맨 X》를 꼽았다.

## 발매
《할로 나이트》는 2017년 2월 24일 PC 디지털 상점 스팀 및 GOG.com를 통해 마이크로소프트 윈도우 플랫폼으로 처음 출시됐으며, 같은 해 4월 11일 리눅스와 macOS 버전도 출시됐다. 닌텐도 스위치 버전은 본래 PC판과 동시에 발매하려고 했으나 몇 차례에 걸쳐 연기됐다. 이후 2018년 6월 12일 E3 2018에서 공개된 닌텐도 다이렉트에서 발표함과 동시에 닌텐도 e숍에 발매됐다.
2017년 6월에 월간 판매 서비스 인디박스와 협업해 무DRM 본편과 스팀용 코드가 포함된 한정판을 발행했다.

## 반응
저렴한 가격과 높은 완성도가 맞물려 좋은 평가를 받았다. 메타크리틱에서는 스위치 버전에 100점 만점에 90점이라는 높은 점수를 메겼고, 나머지 대부분의 평론에서도 만점에 가까운 점수를 받았다. 1프레임 단위로 그려 굉장히 부드러운 모션과 아름다운 배경과 음악, 플랫포머와 메트로베니아라는 장르를 잘 살린 게임성, 도전욕구를 자극하는 난이도와 독특한 개성을 보유한 보스전등의 장점들이 존재한다. 스팀사용자 평가에서도 '압도적으로 긍정적'을 받았다. 계속된 업데이트와 무료 확장팩들도 포함되고 있는 콘텐츠들과 새로 추가된 보스들이 좋은 평을 받았다.

### 판매
《할로 나이트》는 2017년 11월 판매량이 50만 장을 돌파했으며, 2018년 6월 11일에 PC판 누적 판매량이 1백만 장을 돌파하고 하루 후 출시된 닌텐도 스위치판은 발매 2주 만에 25만 장을 기록했다. 2019년 2월 기준으로 전 플랫폼 기준으로 280만 장 이상이 판매됐다.

### 수상
《할로 나이트》는 디스트럭토이드의 2017년 올해의 게임 시상식에서 '최고의 PC 게임' 종목을 수상받았다. IGN의 2017년 최고의 상에서는 '최고의 플랫포머' 종목을 수상받았다. PC 게이머의 2017년 올해의 게임 시상식에서 '최고의 플랫포머' 종목을 수상받았다. 2019년에 폴리곤은 2010년대 최고의 게임으로 선정했다.
| 연도 | 상                                                    | 종목                            | 결과 | 각주          |
| ---- | ----------------------------------------------------- | ------------------------------- | ---- | ------------- |
| 2017 | SXSW 게이밍 어워즈 2017                               | 게이머의 목소리 (일인용 게임)   | 후보 | [ 29 ]        |
| 2017 | 더 게임 어워즈 2017                                   | 최고의 인디 신작                | 후보 | [ 30 ]        |
| 2017 | 오스트레일리안 스크린 사운드 길드 2017                | 최고의 상호작용 매체 사운드     | 수상 | [ 31 ]        |
| 2018 | 게임 디벨로퍼스 초이스 어워드                         | 최고의 신개발사 (팀 체리)       | 후보 | [ 32 ] [ 33 ] |
| 2018 | 제14회 영국 아카데미 게임상                           | 신작                            | 후보 | [ 34 ] [ 35 ] |
| 2018 | 골든 조이스틱 어워즈                                  | 닌텐도 올해의 게임              | 후보 | [ 36 ] [ 37 ] |
| 2018 | 오스트레일리아 게임스 어워즈                          | 올해의 인디 게임                | 수상 | [ 38 ]        |
| 2018 | 오스트레일리아 게임스 어워즈                          | 올해의 오스트레일리아 개발 게임 | 수상 | [ 38 ]        |
| 2019 | National Academy of Video Game Trade Reviewers Awards | 화풍, 판타지                    | 후보 | [ 39 ] [ 40 ] |
| 2019 | National Academy of Video Game Trade Reviewers Awards | 캐릭터 디자인                   | 후보 | [ 39 ] [ 40 ] |
| 2019 | National Academy of Video Game Trade Reviewers Awards | 디자인, 신 IP                   | 수상 | [ 39 ] [ 40 ] |
| 2019 | National Academy of Video Game Trade Reviewers Awards | 게임, 오리지널 액션             | 후보 | [ 39 ] [ 40 ] |